# Andrea Solario

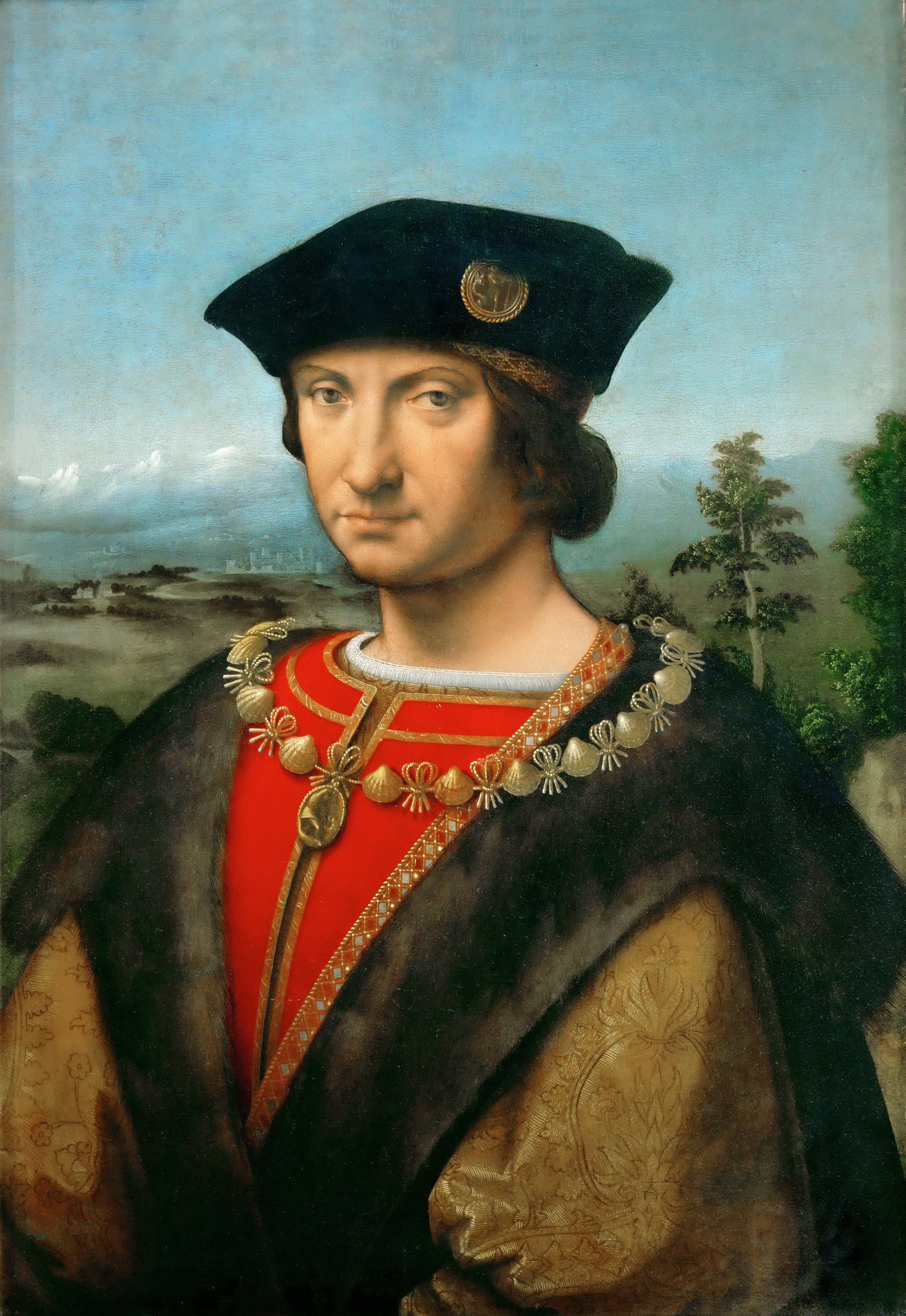
Karol Amboise, pierwsza dekada XVI wieku, obraz na desce (topola) 75 cm x 52 cm, Luwr

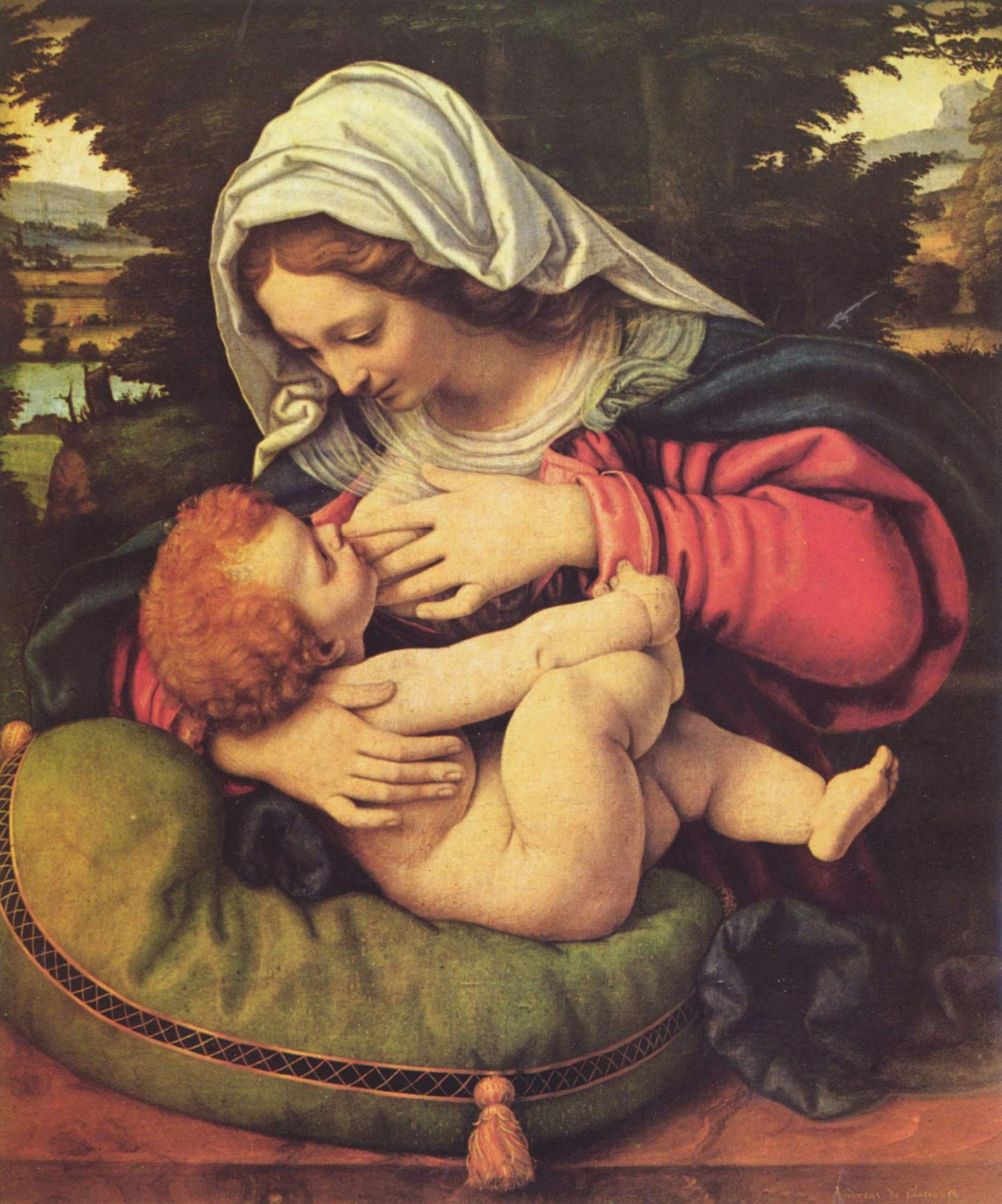
Madonna z zieloną poduszką, 1507–1510, obraz na desce (topola) 59,5 cm x 47,5 cm, Luwr

Andrea di Bartolo Solari - Solario (ur. w 1465, zm. 8 sierpnia 1524) – włoski artysta renesansowy, leonardianin,  dawniej był mylony z Giacomem Caprottim, którego Leonardo da Vinci określał mianem Salaino, więc uważano, że to skrót od Andrea Salaino.

## Życiorys
Jego nauczycielem był jego brat Cristoforo Solari, architekt i rzeźbiarz, a następnie Giovanni Bellini. Miał własny warsztat, współpracował także ze swoimi czterema braćmi. W 1490 wyjechał z Cristoforem do Wenecji, gdzie silny wpływ na niego wywarł Antonello da Messina, o czym świadczy obraz z 1492 roku zatytułowany Mężczyzna z różowym goździkiem, który ukazuje zastosowanie rzeźbiarskiej koncepcji formy propagowanej przez Antonella. Kolejną pracą artysty jest dzieło Madonna z Dzieciątkiem św. Józefem i Hieronimem, zamówiony dla kościoła św. Piotra męczennika w Murano. Sposób przedstawienia Madonny sugeruje silne wpływy twórczości Leonarda da Vinci. Po 1495 artysta wrócił do Mediolanu i zyskał tam wysoką pozycję jako miejscowy malarz. Na początku 1507 roku został zaproszony do Francji przez kardynała George d’Amboise. Andrea wykonał tam m.in. serię portretów rodziny d’Amboise. We Francji mieszkał do 1509 roku. Następnie prawdopodobnie odwiedził Flandry, co być może wpłynęło na charakter jego późniejszych prac, tj.: Ucieczka do Egiptu z 1515 r. Po powrocie do Mediolanu we wrześniu 1509 roku pracował dla Karola II Amboise. W tym czasie wyjechał na krótko do Rzymu.
Stworzył ok. 50 obrazów i 20 rysunków. Był jednym z najważniejszych naśladowców Leonarda da Vinci.
Główne dzieła: portrety i obrazy religijne: Ecce homo, Odpoczynek w drodze do Egiptu (Mediolan), Madonna z zieloną poduszką (znany również jako Matka Boska karmiąca), Misa z głową św. Jana (Paryż), Salome (Oldenburg).